# 探索透鏡異常網
探索透鏡異常網 (Probing Lensing Anomalies NETwork，PLANET) 是一個協調合作的望遠鏡網路，可以對受到前景的星系核球 (或緻密質量天體) 介入的恆星，快速的進行光度測量取樣，測量被重力微透鏡放大的倍數。為了執行24小時準連續的精確檢測，這個網路包括分散在南半球不同經度上的五架1米級的望遠鏡。基於目標的機會，低頻光譜測量輔以快速光度法被選為測定光度標地的首選。
自2005年以來，PLANET以RoboNet-1.0，英國操作的2.0米網路機器人望遠鏡，經常性的執行微透鏡運動。
在2009年1月，PLANET與MicroFUN合併共同運作。

## 望遠鏡
在2006年的觀測季，參與的望遠鏡 (除去RoboNet的望遠鏡) 包括：
- 在智利拉西拉ESO的丹麥1.54米望遠鏡 （页面存档备份，存于）。
- 澳大利亞塔斯馬尼亞大學老人星天文台1.0米望遠鏡 （页面存档备份，存于）。
- 澳大利亞伯斯天文台0.6米望遠鏡。
- 南非天文台在南非北開普省索色蘭的1.0米望遠鏡。
- 南非布隆泉博登天文台的洛克菲勒1.52米望遠鏡 （页面存档备份，存于）。

## 成員
在2006年後期，PLANET有31個成員，來自10個國家：法國、英國、德國、丹麥、奧地利、智利、澳大利亞、紐西蘭、南非和美國。

## 外部連結
- PLANET legacy pages (1995-2007) （页面存档备份，存于）
- uFUN-PLANET （页面存档备份，存于）